# Зеленський Андрій Абрамович
Андрій (Арнольд) Абрамович Зеле́нський (нар. 1812 — пом. ?) — український живописець; академік Петербурзької академії мистецтв з 1849 року.

## Біографія
Народився у 1812 році. До 1836 року мешкав у Полтаві, пізніше в Санкт-Петербурзі, де закінчив Академію мистецтв. Отримав звання «назначенного», а у 1849 році — академіка за картину «Покладення до труни Христа Спасителя».

## Творчість
Малював ікони для церкви лейб-гвардії єгерського полку у Санкт-Петербурзі, парадні портрети, картини, літографії.
Роботи зберігаються зберігаються у Львівській національній галереї мистецтв імені Бориса Возницького, Державній Третьяковській галереї.